# Партечипацио
Партечипацио — венецианский патрицианский род, из которого вышло несколько дожей Венеции.

## История
Партечипацио наряду с родами Кандиано и Орсеоло относились числу наиболее влиятельных венецианских семей, из которых в IX — X веках вышло большинство венецианских дожей. Историки, начиная с Андреа Дандоло, выводят от данного рода происхождение семьи Бадоер.

## Известные представители рода
- Партечипацио, Аньелло (ум. 827), дож Венеции с 811;
- Партечипацио, Джустиниано (ум. 829), дож Венеции с 827, сын предыдущего;
- Партечипацио, Джованни I (ум. 836), дож Венеции с 829, брат предыдущего;
- Партечипацио, Орсо I (ум. 881), дож Венеции с 864, внук Джустиниано;
- Партечипацио, Джованни II (ум. 887), дож Венеции с 881, сын предыдущего;
- Партечипацио, Орсо II (ум. 932), дож Венеции с 911;
- Партечипацио, Пьетро (ум. 942), дож Венеции с 939, сын предыдущего.

## Родословная дома Партечипацио
- Аньелло І (ум. 827), 10-й дож Венеции (811—827), трибун Ривоальто.
  - Джустиниано (ум. 829), 11-й дож Венеции (827–829), согерцог при Аньелло І.
    - Аньелло ІІ (ум. 818), согерцог при Аньелло І.
      - Орсо І (ум. 881), 14-й дож Венеции (864–881), Византийский протоспафарий = племянница императора Василия І.
        - Джованни ІІ (ум. 887), 15-й дож Венеции (881–887), согерцог при Орсо І.
        - Витторе (ум. 874), 11-й патриарх Градо (877–?).
        - Орсо, согерцог при Орсо І.
        - Пьетро, согерцог при Орсо І.
        - Джованна, аббатисса Сан-Заккариа.
        - Фелиция = Родоальд Болонский.
        - Вулкана.
        - Бадоарио (ум. 882).
          - Джованни.
            - Орсо ІІ (ум. 932), 18-й дож Венеции (911–932).
              - Пьетро (ум. 942), 20-й дож Венеции (939-942), Византийский протоспафарий.
                - Дом Бадоер ?

      - Витале  (ум. 874), 9-й патриарх Градо (856–?).

  - Джованни І (ум. 836), 12-й дож Венеции (829–836), согерцог при Аньелло І и Джустиниано Партечипацио.
    - Орсо І (ум. 853), 5-й епископ Оливоло (825–853).